# Рыжий, Виктор Иванович
Виктор Иванович Рыжий (род. 1946) — советский и российский учёный, специалист в области физики и математического моделирования элементной базы вычислительной техники, член-корреспондент АН СССР (1987), член-корреспондент РАН (1991).

## Биография
Родился 2 октября 1946 года.
В 1967 году — окончил МФТИ, специальность «Радиофизика и электроника».
В 1970 году — защитил кандидатскую диссертацию.
С 1970 по 1979 годы — ассистент, доцент МФТИ.
В 1976 году — защитил докторскую диссертацию.
С 1979 по 1986 годы — начальник отдела НИИ физических проблем МЭП СССР.
В 1982 году — присвоено учёное звание профессора.
С 1986 по 1988 годы — ведущий научный сотрудник, заведующий лабораторие Института общей физики АН СССР.
В 1987 году — избран членом-корреспондентом АН СССР, а в 1991 году — членом-корреспондентом РАН.
С 1988 по 1993 годы — заместитель директора по научной работе ФТИ АН CССР.
С 1993 по 1996 годы — научный консультант НИЦ «Микроэл».
С 1996 по 2012 годы — профессор университета Айзу (Япония).
С 2013 по 2014 годы — заведующий лабораторией Института сверхвысокочастотной полупроводниковой электроники (ИСВЧПЭ РАН), с 2014 года по настоящее время — главный научный сотрудник.

## Научная деятельность
Внёс вклад в теорию абсолютной отрицательной проводимости и квантовых состояний в двумерных электронных системах, в физику инфракрасных и терагерцовых фотодетекторов, лазеров и плазменных приборов на квантовых ямах и точках, а также графеновых структурах; разработал принципы математического моделирования полупроводниковых микро- и наноприборов.
Автор более 200 научных публикаций в том числе 10 патентов на изобретения.
Входит в состав редакционного совета журнала «Нано- и микросистемная техника».

## Награды
- Премия Ленинского комсомола (1978)
- Благодарность Президента Российской Федерации (5 февраля 2024 года) — за заслуги в развитии отечественной науки, многолетнюю плодотворную деятельность и в связи с 300-летием со дня основания Российской академии наук[4]